# La Rue Cases-Nègres
Pour les articles homonymes, voir Rue Cases-Nègres (homonymie).
La Rue Cases-Nègres est un roman autobiographique de Joseph Zobel, dont l'action se déroule en Martinique dans les années 1930. Paru en 1950, ce roman raconte le quotidien d'un enfant noir, qui découvre l'école, et de sa grand-mère dans les plantations de canne à sucre.

## Résumé
Le narrateur est José, un enfant noir vivant dans les champs de canne à sucre. Il vit à Petit-Morne (un bourg de Rivière-Salée) et, plus précisément, dans la rue Cases-Nègres, voie principale de l'ancien quartier des esclaves. José est élevé par sa grand-mère, qu'il surnomme M'man Tine. Sa mère est partie travailler en ville à Fort-de-France. José, avec tous les petits enfants du bourg, quand ils ne travaillent pas encore aux champs, passe ses journées à traîner dans la rue à s'amuser. M'man Tine travaille elle aussi dans les champs.
Après avoir fait une grosse bêtise, les parents décident d'emmener leurs enfants travailler aux champs avec eux. M'man Tine refuse de faire trimer son petit-fils dans les plantations et nourrit l'espoir qu'il sorte de cette vie en allant à l'école. Elle l'inscrit donc à l'école située dans le bourg voisin, nommé Petit-Bourg. L'école joue un rôle prépondérant dans cette société encore largement coloniale. José devient bon élève à l’école si bien que son professeur l’encourage à entrer au lycée à Fort-de-France. Il réussit le concours et doit envisager la vie en ville. Sa mère le recueille et doit changer de travail pour vivre avec lui. Il s’éloigne alors un peu à contrecœur de M’man Tine.
En ville, il se fait de nouvelles connaissances bien différentes de celles de son ancien village. José lit beaucoup. Il délaisse le lycée lorsqu’il se retrouve seul dans sa case. M’man Délia a trouvé un nouveau travail de domestique dans une maison bourgeoise de la route Didier. José s’y fait également de nouveaux amis qui vont lui changer sa conception des choses. Il réussit malgré tout son bac mais sa perception de la société et du monde a beaucoup changé.

## Citations
- Dernière phrase parlant de son histoire : « C'est aux aveugles et à ceux qui se bouchent les oreilles qu'il me faudrait la crier. »

## Les personnages principaux
- José : le narrateur, petit-fils de M'man Tine
- M'man Tine : Grand-mère de José. Elle élève seule José et trime toute la journée dans les champs
- M'man Délia : Mère de José. Elle travaille à Fort-de-France
- Monsieur Médouze : Voisin de M'man Tine
- Monsieur Roc : Instituteur à Petit-Bourg
- Carmen : grand ami de José, il travaille comme conducteur. José lui apprend à lire.
- Jojo : camarade de José

## Adaptation cinématographique
La Rue Cases-Nègres a été adapté au cinéma par Euzhan Palcy sous le titre Rue Cases-Nègres, avec Garry Cadenat (José enfant) et Darling Legitimus en personnages principaux. Le film est sorti en France en 1983. François Truffaut a collaboré à cette adaptation cinématographique du roman.